# Alexis Maréchal
Alexis Maréchal, né le 13 août 1837 à Allainville (Eure-et-Loir) et mort le 29 mai 1914 à Saint-Astier (Dordogne), est un homme politique français.

## Biographie
Maire de Saint-Astier, conseiller général du canton de Saint-Astier, il est député de la Dordogne de 1877 à 1881 et de 1889 à 1893 et siège à droite, avec les monarchistes orléanistes. 

## Sources
- « Alexis Maréchal », dans Adolphe Robert et Gaston Cougny, Dictionnaire des parlementaires français, Edgar Bourloton, 1889-1891 [détail de l’édition]
- « Alexis Maréchal », dans le Dictionnaire des parlementaires français (1889-1940), sous la direction de Jean Jolly, PUF, 1960 [détail de l’édition]